# Río Chillihuani
Der Río Chillihuani ist ein 27 km langer rechter Nebenfluss des Río Vilcanota, dem Oberlauf des Río Urubamba, im Osten von Peru in der Region Cusco. 

## Flusslauf
Der Río Chillihuani entspringt westlich vom Aussichtspunkt Winicunca auf einer Höhe von etwa 4900 m im äußersten Westen der Cordillera Vilcanota. Er durchquert den Distrikt Cusipata in westlicher Richtung und mündet schließlich nördlich der Kleinstadt Cusipata in den nach Norden fließenden Río Vilcanota. Am Flusslauf liegen die Orte Chillihuani, Tintinco und Paucarpata. Etwa einen Kilometer oberhalb der Mündung in den Río Vilcanota überquert die Nationalstraße 3S (Cusco–Puno) den Río Chillihuani. Die Mündung liegt auf einer Höhe von etwa 3290 m.

## Einzugsgebiet
Der Río Chillihuani entwässert ein Areal von etwa 687 km². Dieses liegt im Osten des Distrikts Cusipata in der Provinz Quispicanchi. Das Einzugsgebiet des Río Chillihuani reicht im Osten bis auf 10 Kilometer an den Ausangate, höchster Gipfel der Cordillera Vilcanota, heran. Es grenzt im Norden an das des Río Uchuymayo, im Nordosten an das des Río Yavero sowie im Osten und im Süden an das des Río Pitumarca.